# 第一ゼミナール
第一ゼミナール（だいいち -ゼミナール ）は、大阪市中央区に本社を置く株式会社ウィザスが運営する進学塾。

## 概要・特徴
- 全国の学習塾ではじめて経済産業省より優秀賞を受賞している。（意欲喚起教育）
- 「1/1の教育」を理念に持ち、地域に密着した指導をしている。
- 小学生・中学生を対象とした集団指導がメインの進学塾だが、中学受験に特化したコースである第一ゼミパシード・個別指導をメインとする第一ゼミファロス個別指導学院・高校生を対象とした大学受験現役予備校であるSUR大学受験合格指導会も運営し、小中高の一貫指導に取り組むことで、「塾に在籍している期間だけ良い結果を出す」という受験指導ではなく、「将来、社会で活躍できる本物の生きる力」を育成することを目指している。「将来設計」といった授業も実施している。
- 指導面では、大脳生理学の研究に基づいた「3段階学習サイクル」という授業構成をしている。リトライノートやセルフコーチプログラムなど独自の学習ツールも開発し、授業に積極的に取り入れている。
- 2019年3月に奈良県内の校舎（グループ校含む）を閉鎖・譲渡し，奈良県から撤退[1]

## 第一ゼミナール、パシードコース　の教室一覧

### 大阪府
| 泉大津市 - 泉大津校 泉佐野市 - 泉佐野校 和泉市 - 和泉中央校 - 和泉府中校 - 和泉のぞみ野校（閉校） - 鶴山台校（閉校） 大阪市 - 阿倍野校 - 住吉浜口校 - 城東校 - 大正駅前校（2025年3月より西長堀校に統合） - 鶴見校 - 西田辺校 - 西長堀校 - 放出校 - 東住吉校（第一ゼミ佑学社） - 上本町校 貝塚市 - 貝塚校（閉校） 柏原市 - 柏原校 交野市 - 交野校 河内長野市 - 河内長野校 岸和田市 - 岸和田校 - 東岸和田校 - 久米田校 - 春木校（閉校） - パシード岸和田校 熊取町 - 熊取校（閉校） 堺市 - 鳳校 - 金岡校（閉校） - 北野田校 - 光明池校（2025年3月より和泉中央校に統合） - 堺初芝校 - 堺三国丘校 - 百舌鳥校（閉校） - なかもず校 - 堺大小路校 - 宮山台校（閉校） - 津久野校 - 深井校（閉校） - 泉ヶ丘南校（閉校） - パシード光明池校（2025年3月より和泉中央校に統合） - パシードなかもず校 | 大阪狭山市 - 金剛校 四條畷市 - 四条畷校 吹田市 - 千里丘校 - 豊津校（閉校） 泉南市 - 泉南校 大東市 - 大東校 - パシード大東校 高石市 - 高石校 豊中市 - 旭ヶ丘校（閉校） - 桃山台校（閉校） 富田林市 - 喜志校（閉校） - 金剛東校 - 富田林校 寝屋川市 - 香里園校 - 寝屋川校 羽曳野市 - 古市校（閉校） - 恵我之荘校（閉校） 阪南市 - 尾崎校（閉校） 東大阪市 - 小阪校 - 瓢箪山校（閉校） - 新石切校（閉校） 枚方市 - 長尾校 - 枚方校（閉校） 藤井寺市 - 藤井寺校 松原市 - 松原天美校（閉校） - 河内松原校 八尾市 - 高安校 - 八尾校（閉校） |

### 和歌山県
- 南海和歌山市駅校（個別戦略指導会に移行）

### 広島県
- 広島本部校

## 沿革
- 1976年 - 昭和51年4月開講の学研塾（現、第一ゼミナール）松原教場を母体として株式会社学力研修社（現、株式会社ウィザス）を大阪府松原市に設立。
- 1985年 - 昭和60年4月高校生を対象とした大学受験指導部門「学びの杜ユリーカ」を発足。
- 1987年 - 昭和62年10月小・中学生部門「学研塾」を「第一ゼミナール」に改称。
- 1995年 - 中高一貫高生を対象とした「SUR」をSEGと提携し発足。（その後、2002年頃、提携を解消）